# Thomas et ses amis : Le Héros de Chicalor
 (octobre 2023).
Si vous disposez d'ouvrages ou d'articles de référence ou si vous connaissez des sites web de qualité traitant du thème abordé ici, merci de compléter l'article en donnant les références utiles à sa vérifiabilité et en les liant à la section « Notes et références ».
Série Thomas et ses amis
La grande découverte
(2008) Opération secours sur l'île de Brume
(2010)
Pour plus de détails, voir Fiche technique et Distribution.
Thomas et ses amis : Le Héros de Chicalor (Thomas & Friends: Hero of the Rails) est un film britannique réalisé par Greg Tiernan, sorti en 2009. Il est issu de la franchise Thomas et ses amis.

## Synopsis
Spencer, locomotive arrogante, défie Thomas ! Ils jouent à qui sera premier en tractant des wagons remplis. Dans la forêt, Thomas trouve Hiro, une vieille locomotive au moteur fichu. Il ne veut pas d’aide pour éviter la casse ! En secret, Thomas et ses amis réparent Hiro ! Spencer l’espion s’interpose et le gros contrôleur les fatigue de travail ! L’ex « maitre des voies » roulera-t-il à nouveau ?

## Fiche technique
- Titre : Thomas et ses amis : Le Héros de Chicalor
- Titre original : Thomas & Friends: Hero of the Rails
- Réalisation : Greg Tiernan
- Scénario : Sharon Miller d'après la série télévisée Thomas et ses amis basée sur les livres de Wilbert Vere Awdry
- Musique : Robert Hartshorne
- Production : Nicole Stinn
- Société de production : HIT Entertainment
- Société de distribution : Alliance Atlantis Vivafilm
- Pays :  Royaume-Uni
- Genre : Animation, comédie d'aventures
- Durée : 60 minutes
- Dates de sortie : 
  - Royaume-Uni : 12 octobre 2009
  - Canada : 13 septembre 2009

## Distribution
- Michael Angelis : Narrateur
- Ben Small : Thomas et Toby
- Teresa Gallagher : Emily, Mavis, La duchesse de Boxford
- Keith Wickham : Edward, Henry, Gordon, James, Percy et Sir Topham Hatt
- Matt Wilkinson : Spencer, Rocky, The Duke of Boxford, Victor et Kevin
- Togo Igawa : Lost et Found Hiro
- Michael Brandon : Narrateur
- Martin Sherman : Thomas
- Kerry Shale : Sir Topham Hatt, Henry, Gordon, James et Kevin
- William Hope : Edward et Percy
- Jules de Jongh : Emily, Mavis, La duchesse de Boxford
- Glenn Wrage : Spencer et Rocky
- David Bedella : Victor